# Lagochile trochanterica
Lagochile trochanterica är en skalbaggsart som beskrevs av Hermann Burmeister 1855. 
Lagochile trochanterica ingår i släktet Lagochile och familjen Rutelidae. Inga underarter finns listade i Catalogue of Life.